# Trains and Winter Rains
"Trains and Winter Rains" er en sang af den irske msuiker Enya, der blev udgivet som den første single fra hendes studiealbum And Winter Came.... Den havde premiere på BBC Radio 2' show Wake up to Wogan den 29. september 2008. Sangen indeholder agnus dei, der er et kristent omkvæd, der ofte bruges i kirker.
Musikvideoen blev instrueret af Rob O'Connor, og blev først tilgængelig på Enyas officielle hjemmeside d. 22. oktober 2008. I videoen ses Enya der er omringet af lysende skærme samt billede af en passager på et tog, nogle få passagerer og nogle stationer. Nogle af sekvenserne indeholder billeder af New Yorks skyline, men den er primært optaget i London, særligt Canary Wharf og Heron Quays DLR station.

## Hitlister
| Hitliste (2008)                    | Højeste placering |
| ---------------------------------- | ----------------- |
| Belgien (Ultratip Flanderen)       | 15                |
| Belgien (Ultratop 50 Vallonien)    | 39                |
| Italien (FIMI)                     | 15                |
| USA Adult Contemporary (Billboard) | 27                |